# Дубовськой Микола Никанорович

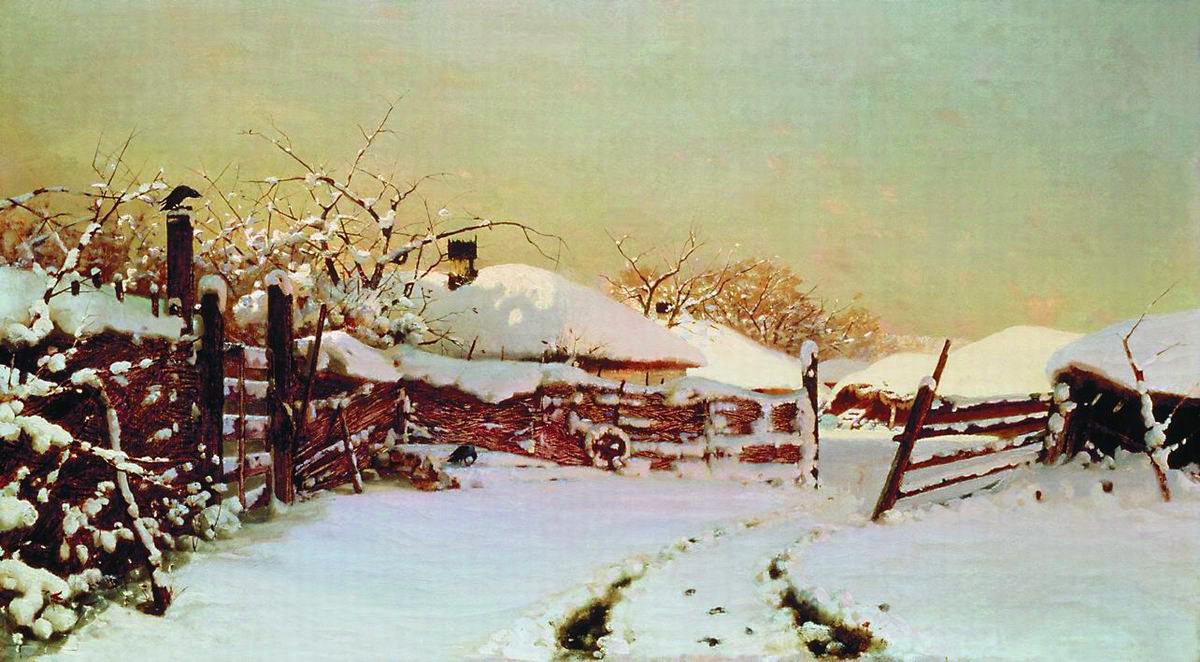
«Зима», 1884, Третьяковська галерея

Дубовськой Микола Никанорович (рос. Дубовской Николай Никанорович) — живописець російської пейзажної школи рубежу XIX і XX століть, видатний громадський діяч, член і згодом один з керівників «Товариства пересувних художніх виставок».
Академік живопису (1898), дійсний член Імператорської Санкт-Петербурзької академії мистецтв (1900), член Ради Академії мистецтв (1908), викладач (1909) і професор-керівник пейзажної майстерні Вищого художнього училища при Імператорської Академії мистецтв (1911).
Автор проникливих, майстерно виконаних картин російської природи, продовжувач традиції широкого, панорамного пейзажу свого вчителя академіка М. К. Клодта (1832—1902). Пензлю художника належить більше чотирьохсот картин і близько тисячі етюдів.
М. Н. Дубовський — один з небагатьох російських пейзажистів, удостоєних золотих і срібних нагород за участь у художніх міжнародних виставках у Парижі та Мюнхені.
Картина Миколи Дубівського «Благовіст» (1916), у грудні 2013 року на торгах лондонського аукціонного дому MacDougall's, стала топ-лотом і була продана за рекордну суму — 777000 фунтів стерлінгів, вдвічі перевищивши попередню оцінку.

## Біографія
Микола Никанорович Дубовський народився в Новочеркаську в сім'ї військового старшини Війська Донського. Малювати почав у дитинстві, копіюючи ілюстрації в журналах «Нива», «Всесвітня Ілюстрація». Його дядько, художник А. В. Пишкін, навчив хлопчика малювати по пам'яті. Незважаючи на проявлений з ранніх років інтерес до малювання, за непорушною сімейною традицією він зобов'язаний був вибрати долю військового. За наполяганням батька 1870 року став кадетом Володимирської Київської військової гімназії.
Навчаючись у військової гімназії Микола Дубовськой не залишив свого заняття, урок малювання став його улюбленим предметом. Він звернув на себе увагу вихователів тим, що використовував весь вільний час для малювання. Хлопчик примудрявся навіть потайки займатися своєю улюбленою справою, встаючи за дві години до загального підйому. Помітивши захоплення Дубівського мистецтвом, директор гімназії настійно радив його батькові послати сина вчитися живопису.
Після закінчення військової гімназії в 1877 році сімнадцятирічний Дубовськой відправляється в Петербург, де успішно вступає до Імператорської Академії мистецтв спочатку вільним слухачем, а потім переводиться в майстерню пейзажного живопису професора М. К. Клодта, який став його вчителем. Микола Дубовськой навчався чотири роки в Академії мистецтв і отримав за свої роботи чотири Малі срібні медалі. Ще студентом він виставляв картини в класі учнів Академії і в Товаристві заохочення мистецтв.
Успішно пройшовши курс навчання, він, тим не менш, відмовляється від участі в конкурсі на Велику золоту медаль і від написання дипломної картини на задану тему. Не закінчивши Академію мистецтв, він 1881 року покидає її стіни, повторивши своїм вчинком знаменитий «Бунт 14-ти» випускників 1863 року під чолі з І. М. Крамським і позбавивши себе, тим самим, підтримки з боку Академії і можливості пенсіонерської поїздки за кордон. Залишивши академію мистецтв художник-початківець цілком присвячує себе пейзажному живопису.
У 1884 році картина Дубовського «Зима» була придбана Третьяковською галереєю. Після цього він почав регулярно виставлятися на виставках передвижників і став повноправним членом Товариства пересувних художніх виставок у 1886 році.
У 1887 році Ілля Рєпін запросив його зупинитися в своєму маєтку в Сіверському. Дубовськой прийняв запрошення, багато малював там на пленері і потрапив під вплив Рєпіна. У 1888 році він подорожував по Чорноморському узбережжю в Грузії верхи зі своїм другом Миколою Ярошенко. У 1890 році його картина «Притихло» була придбана царем Олександром III для колекції Зимового палацу.
З 1890 по 1900 рік він багато подорожував, відвідавши Азовське море, Поволжжя і Кавказ, а також побував за кордоном, від Туреччини до Франції і від Італії до Німеччини. У 1897 році, після звільнення Архипа Куїнджі, йому запропонували посаду професора пейзажного живопису в Імператорській Академії, але він відмовився.
Після смерті свого друга Ярошенко 1898 року Дубовськой став одним з лідерів передвижників і був відомий як «стримуюча сила» між новими та старими членами товариства. У цей період він перебував під дедалі більшим впливом французького імпресіонізму. Пізніше, 1898 року, незважаючи на його відмову прийняти посаду, Імператорська академія присвоїла йому звання академіка, а 1900 року він став повноправним членом Академії.
Викладати в Академії він почав 1908 року, а після смерті Олександра Кисельова в 1911 році очолив майстерню пейзажного живопису. Спроба побудувати спеціальний музей для його робіт не вдалася через початок Першої світової війни. У 1915 році він став членом ради Академії. У цей час він також організував по вівторках «Салон», на якому були присутні відомі діячі наукового співтовариства, а також художники, письменники і музиканти. Фізіолог Іван Петрович Павлов став близьким другом художника.
1918 року Микола Дубовськой помер від серцевої недостатності. За радянських часів про нього практично забули. Пізніше на його честь була названа вулиця в Новочеркаську.

## Роботи художника

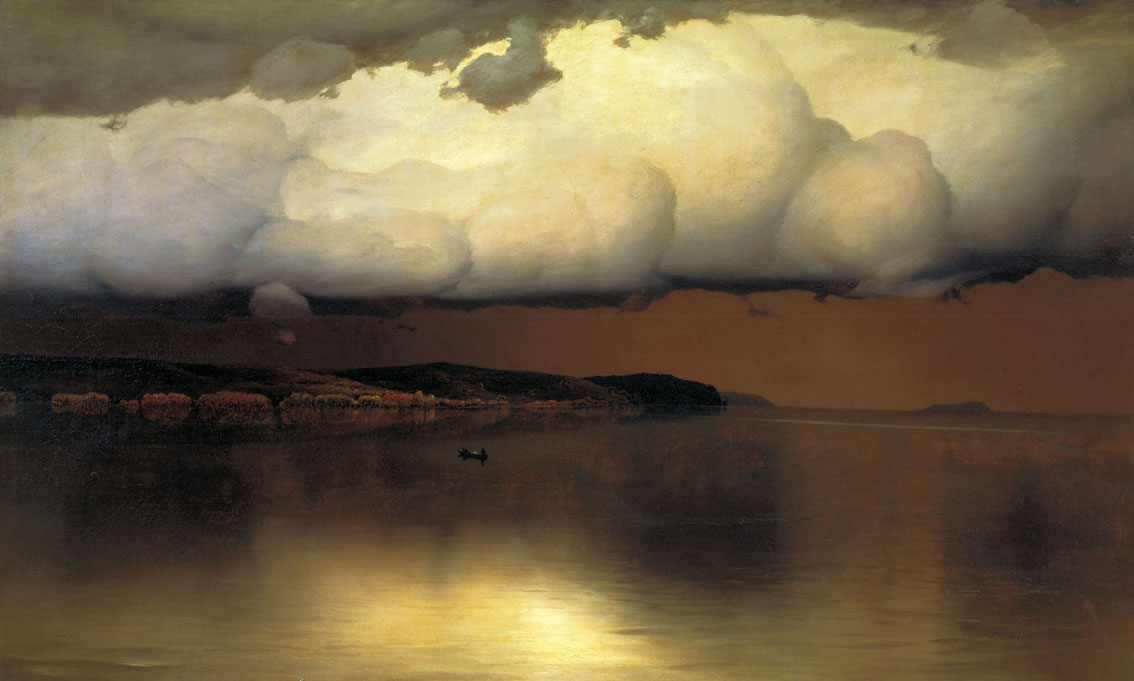
«Притихло», 1890, Державний Російський музей, Третьяковська галерея (авторська копія)
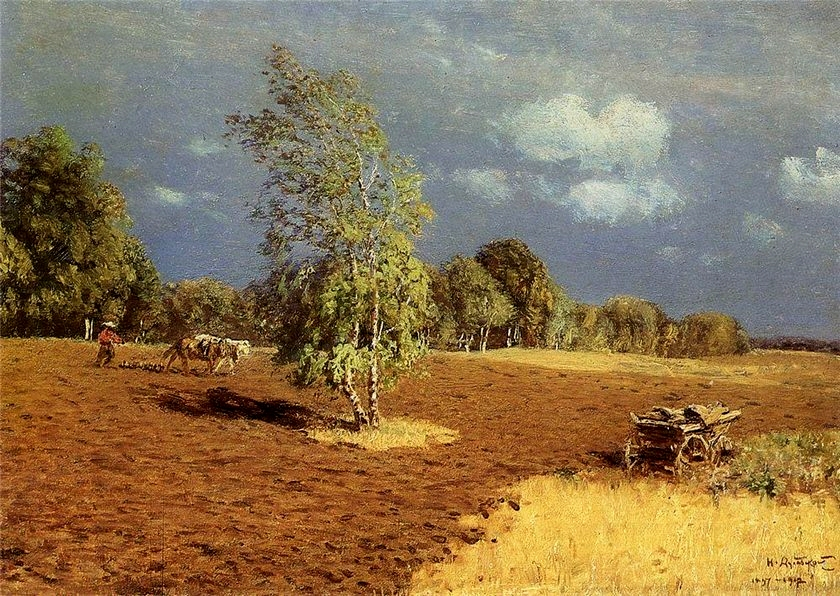
«Після грози», 1897, Саратовський художній музей імені Радищева
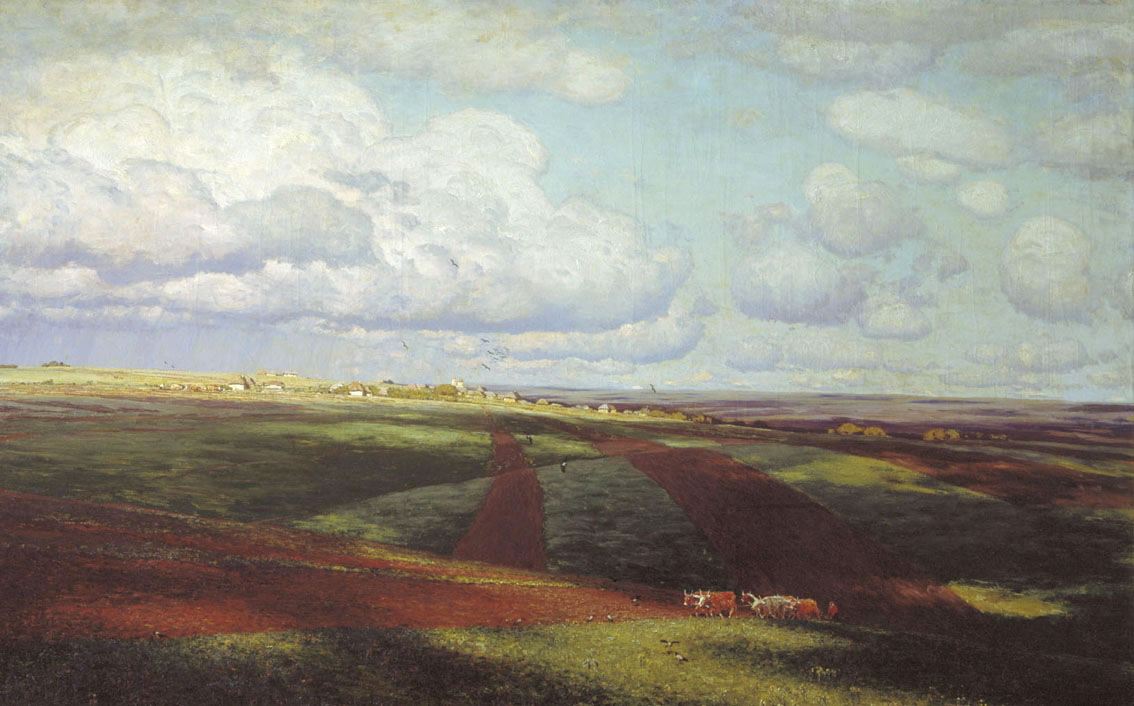
«Батьківщина», 1905, Омський обласний музей образотворчих мистецтв імені М. О. Врубеля

### Зарубіжні пейзажі

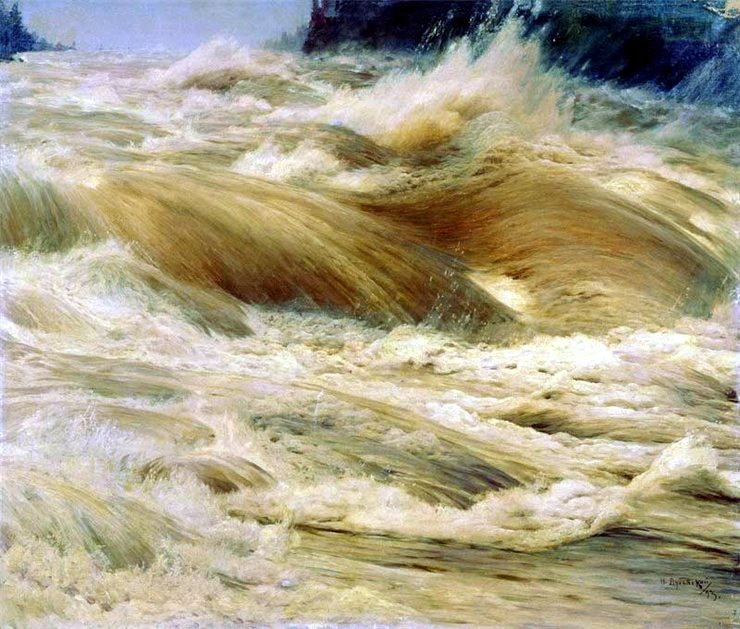
«Водоспад Іматра», Фінляндія, 1893, Севастопольський художній музей імені Крошицького
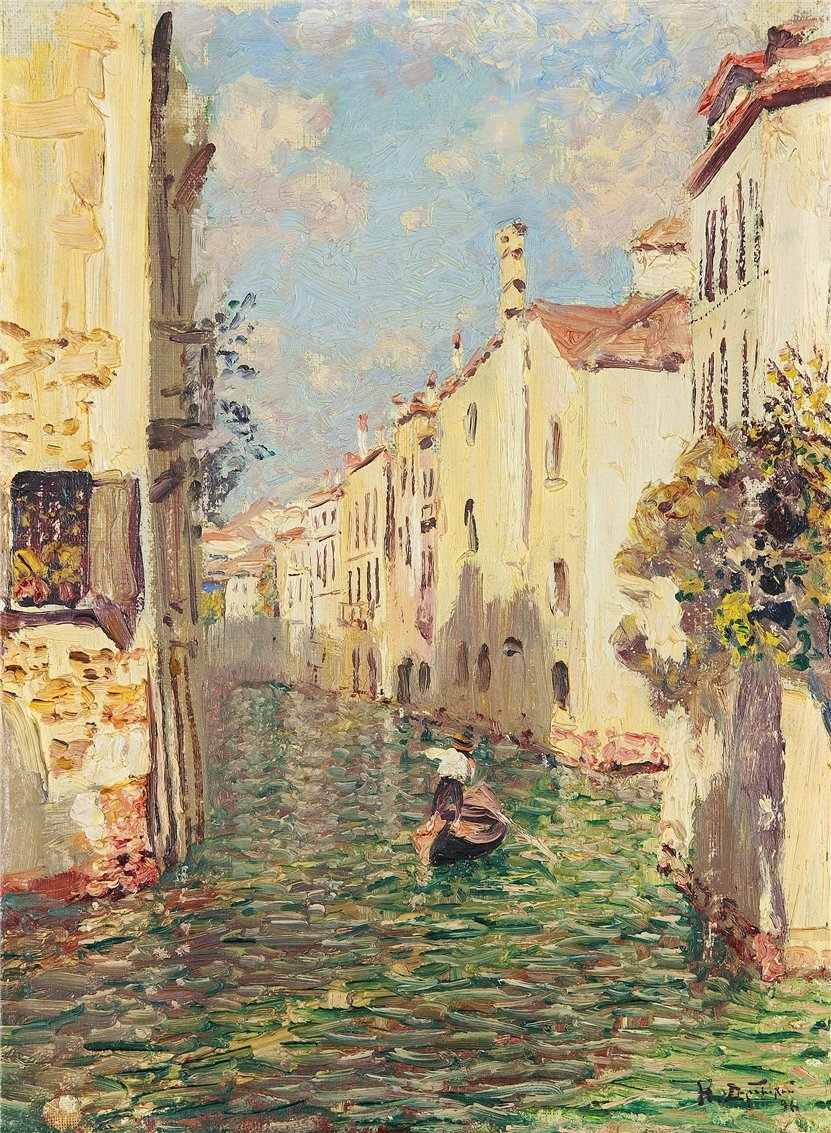
«Венеція», 1896, приватна колекція
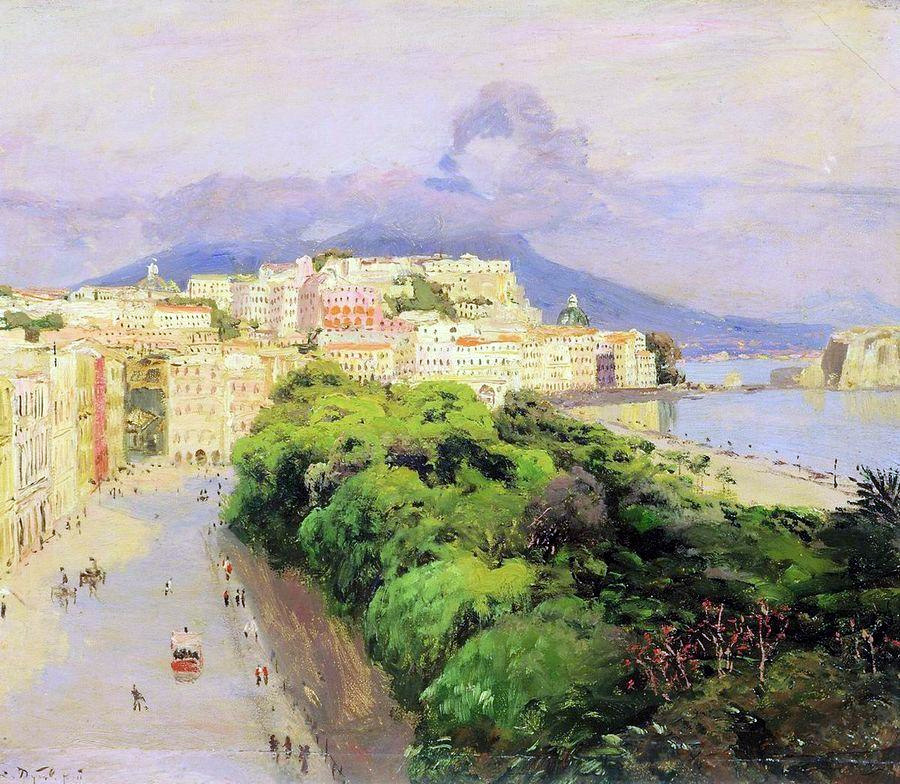
«Неаполь», кінець 1890-х, Рязанський державний обласний художній музей імені І. П. Пожалостина
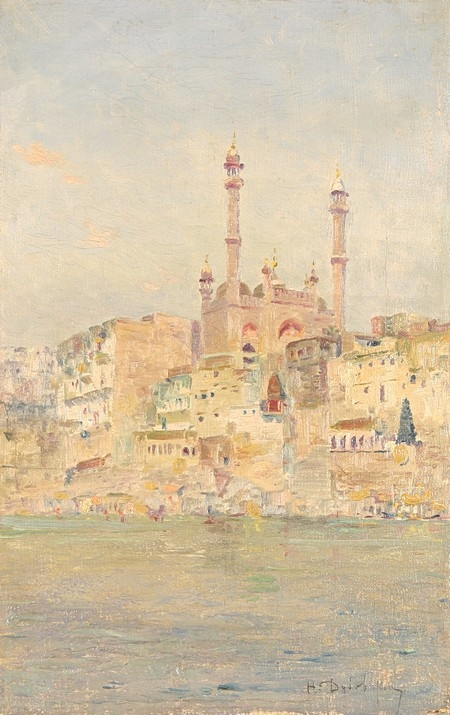
«Стамбул», початок 1900-х, приватна колекція
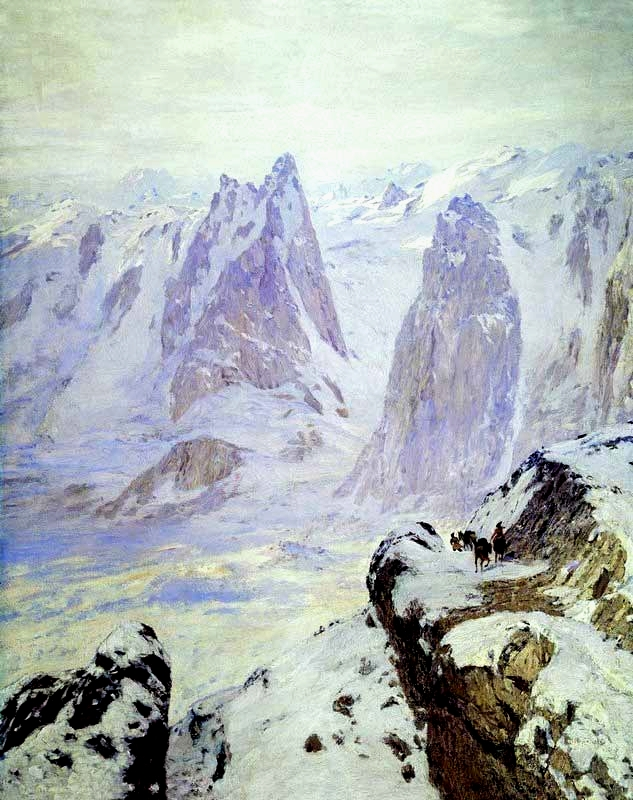
«Сутінки в горах. Альпи», 1909, музей-садиба   М.О.Ярошенко, Кисловодськ

### Зимові пейзажі

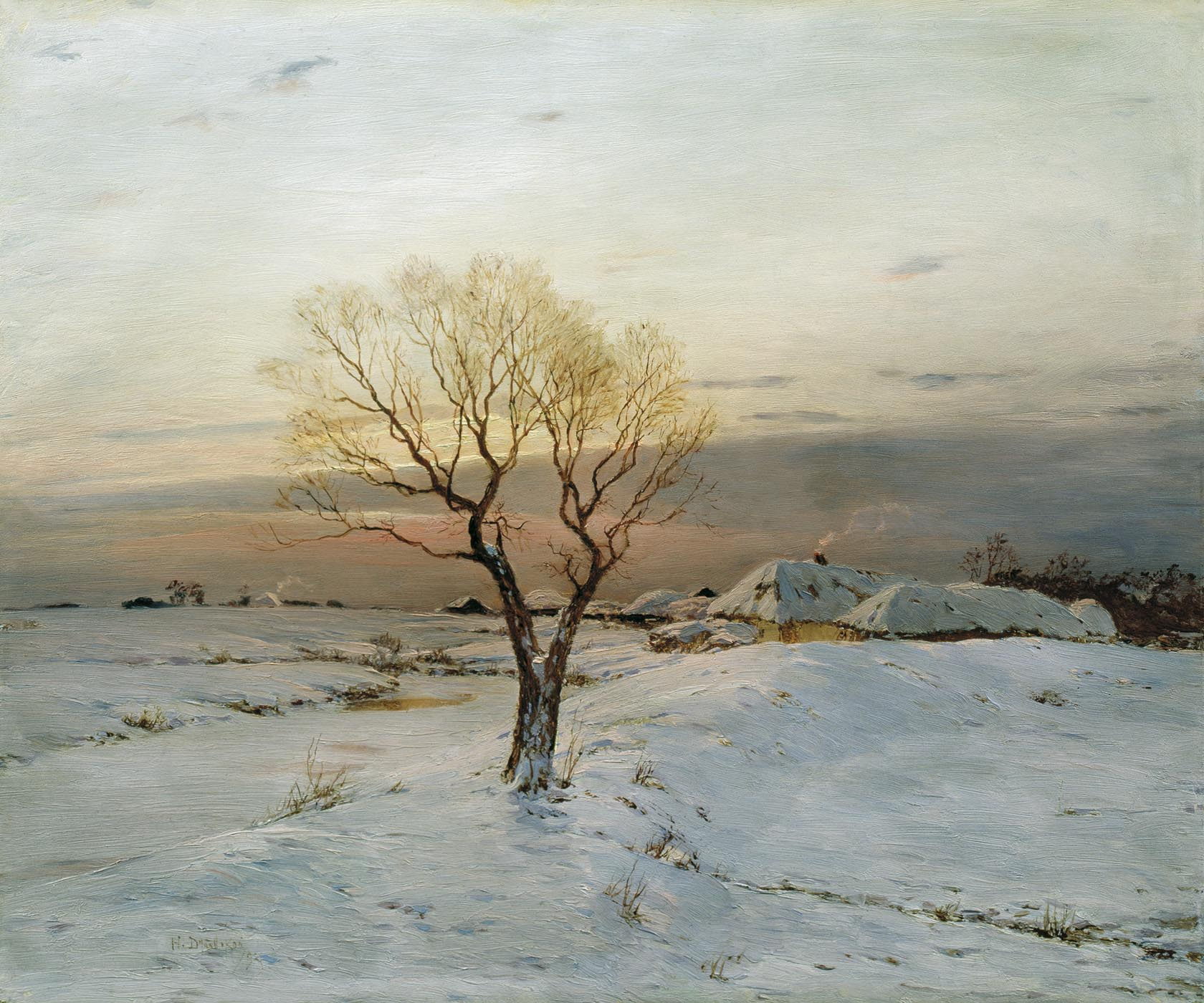
«Морозний ранок», 1894
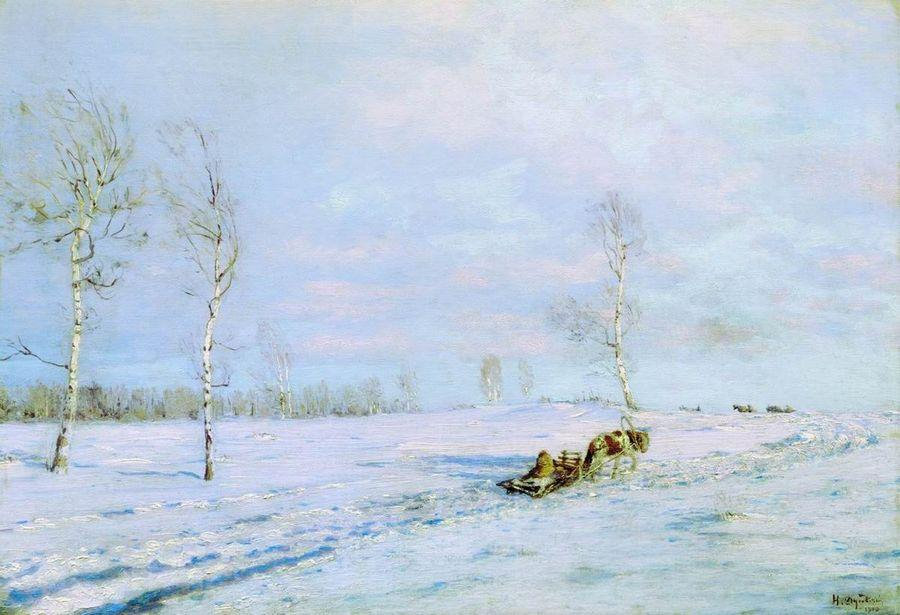
«Санний шлях», 1900, Третьяковська галерея
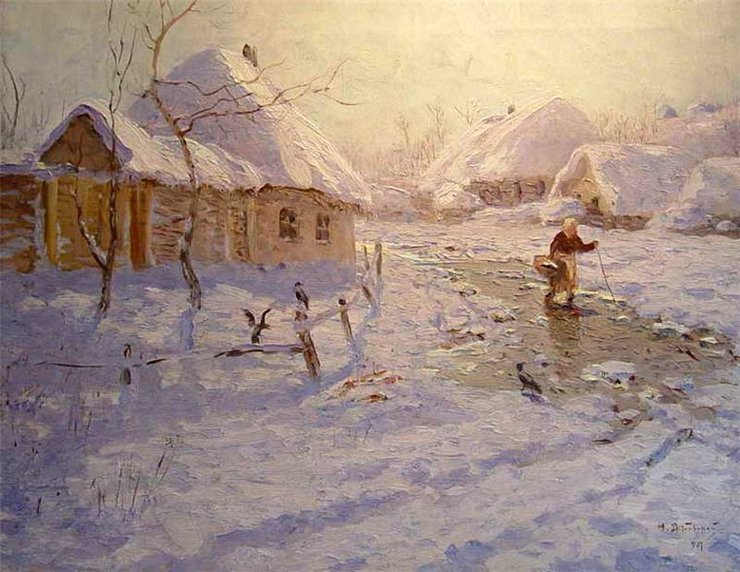
«Ясний зимовий день», 1907, Донецький обласний художній музей
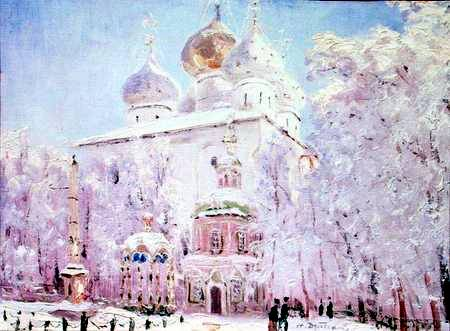
«Зима в Троїце-Сергієвій Лаврі», 1910, Ярославський художній музей
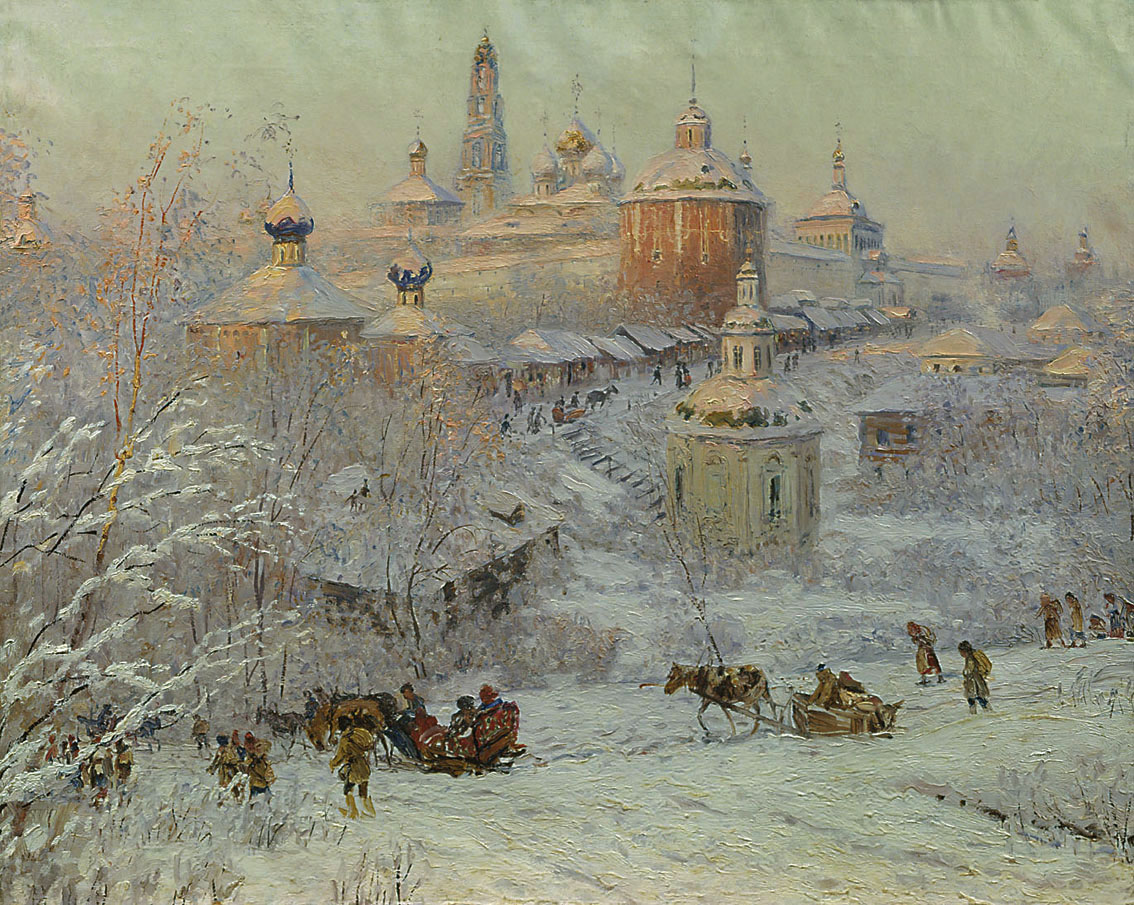
«Троїце-Сергієва Лавра», 1917

### Гірські пейзажі

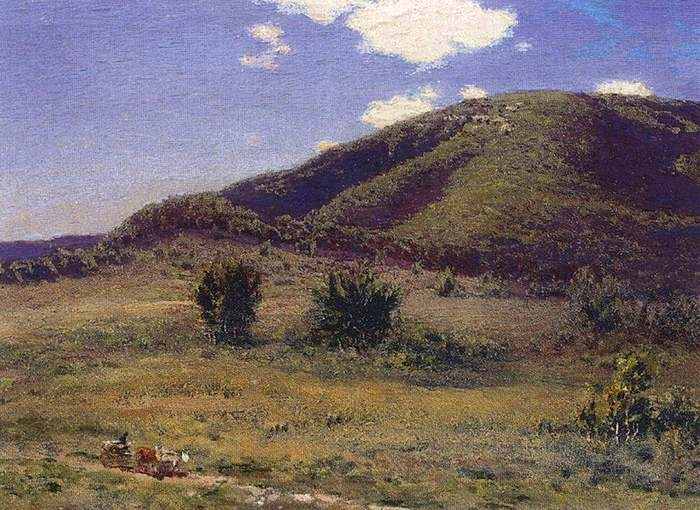
«Гірський пейзаж», бл.1880—1890
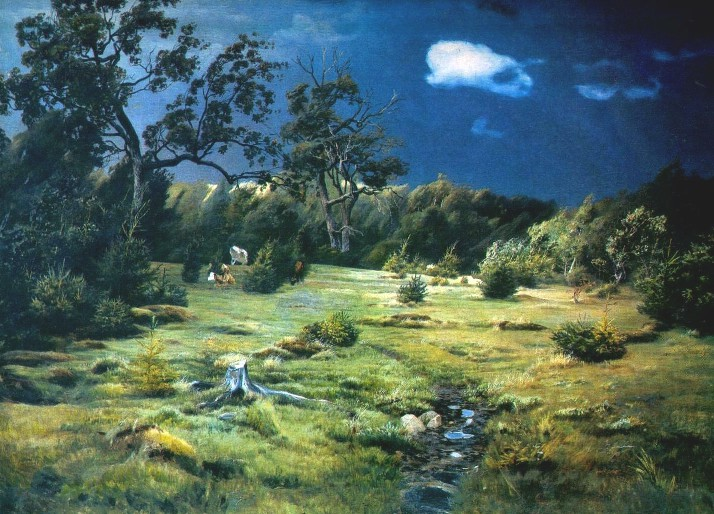
«Хмарка», 1890, Новочеркаський музей історії донського козацтва
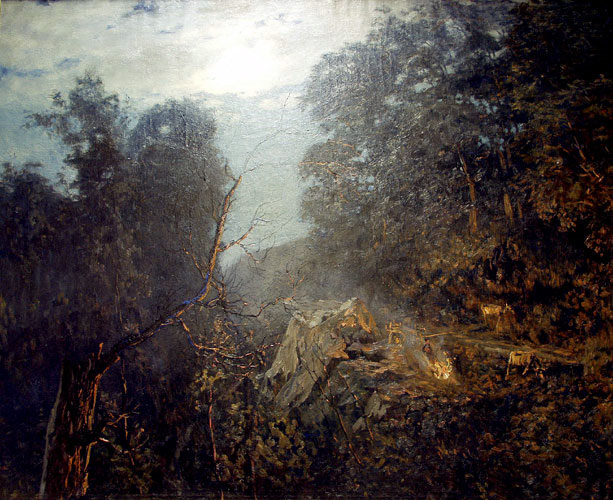
«Світанок», 1910, приватна колекція
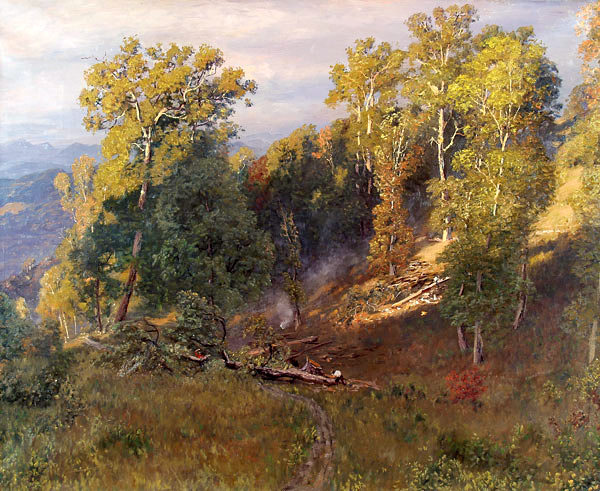
«Рубка лісу», 1910, приватна колекція
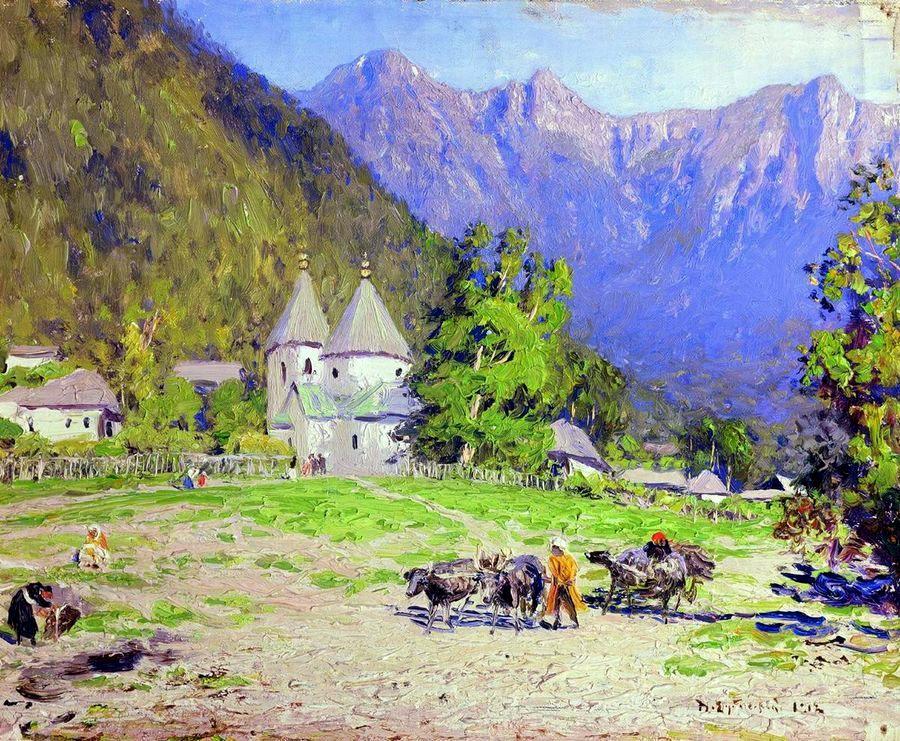
«Червона Поляна», 1912, Калузький музей образотворчих мистецтв

### Морські та річкові пейзажі

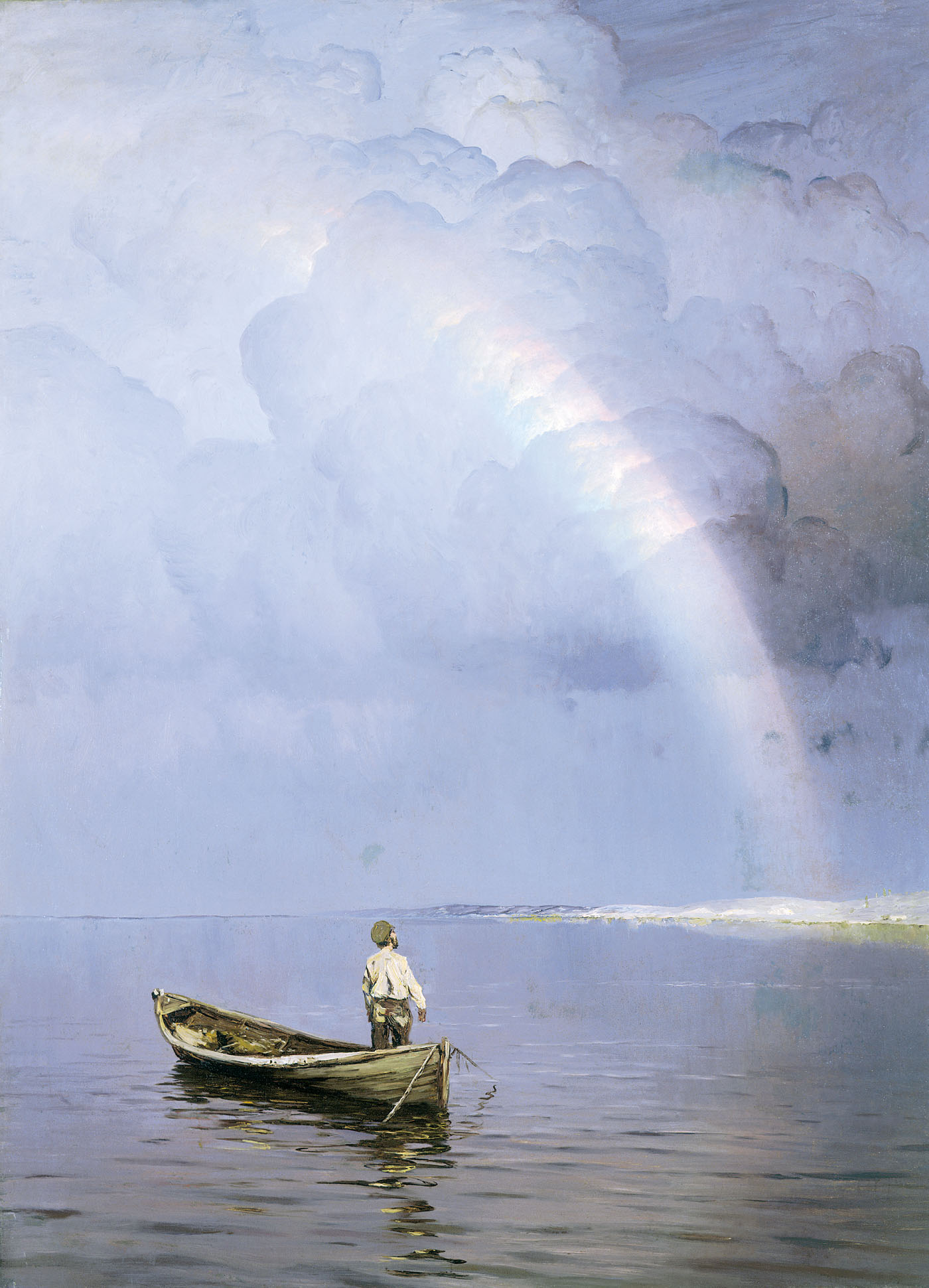
«Веселка», 1892, Новочеркаський музей історії донського козацтва
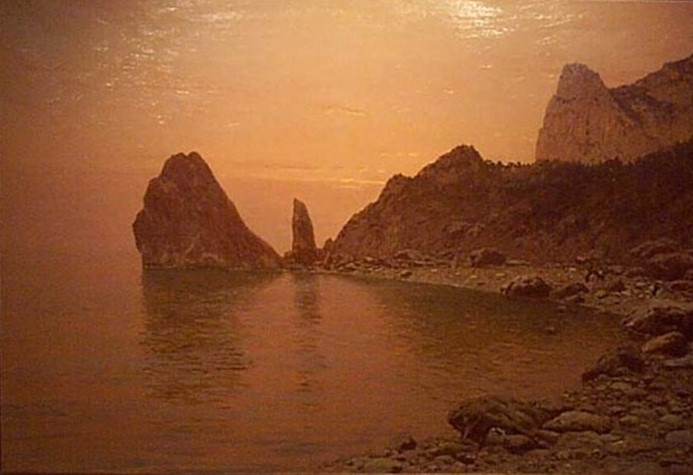
«Морський пейзаж», 1897, Пльоський музей-заповідник
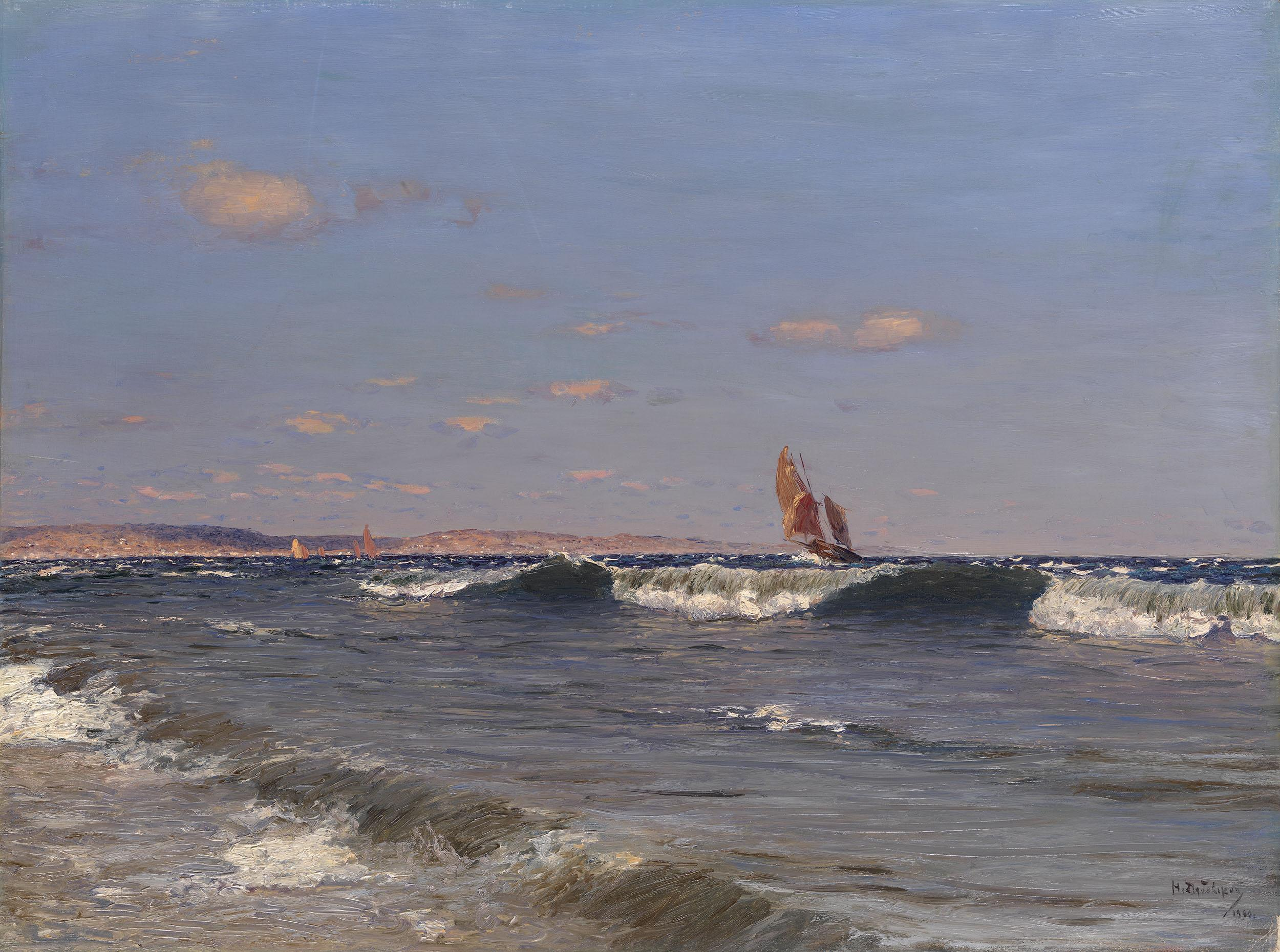
«Набігаючі хвилі», 1900, приватна колекція, Австрія
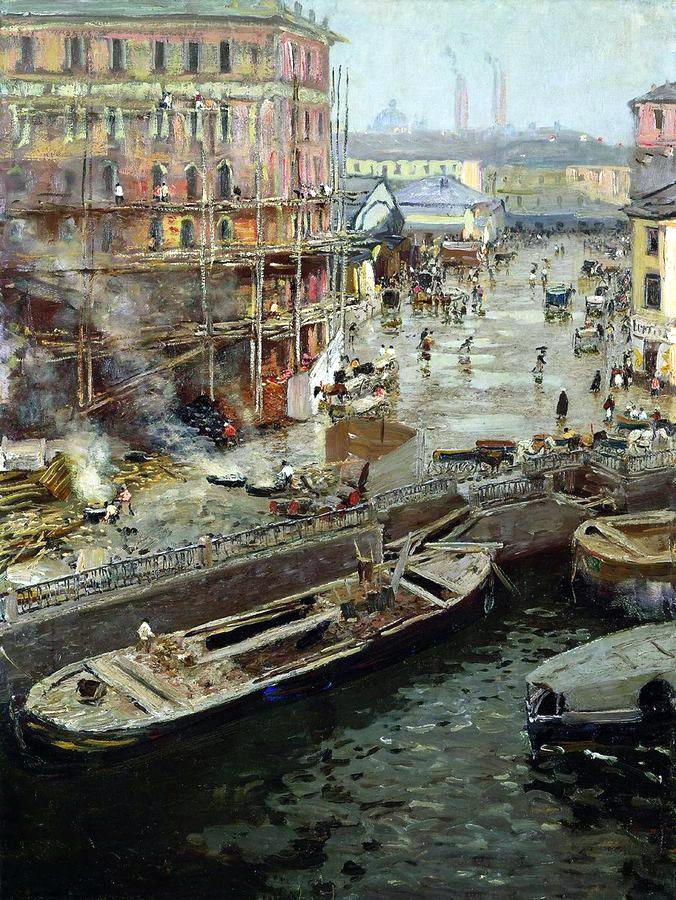
«На Катерининському каналі влітку», 1905, Державний Російський музей
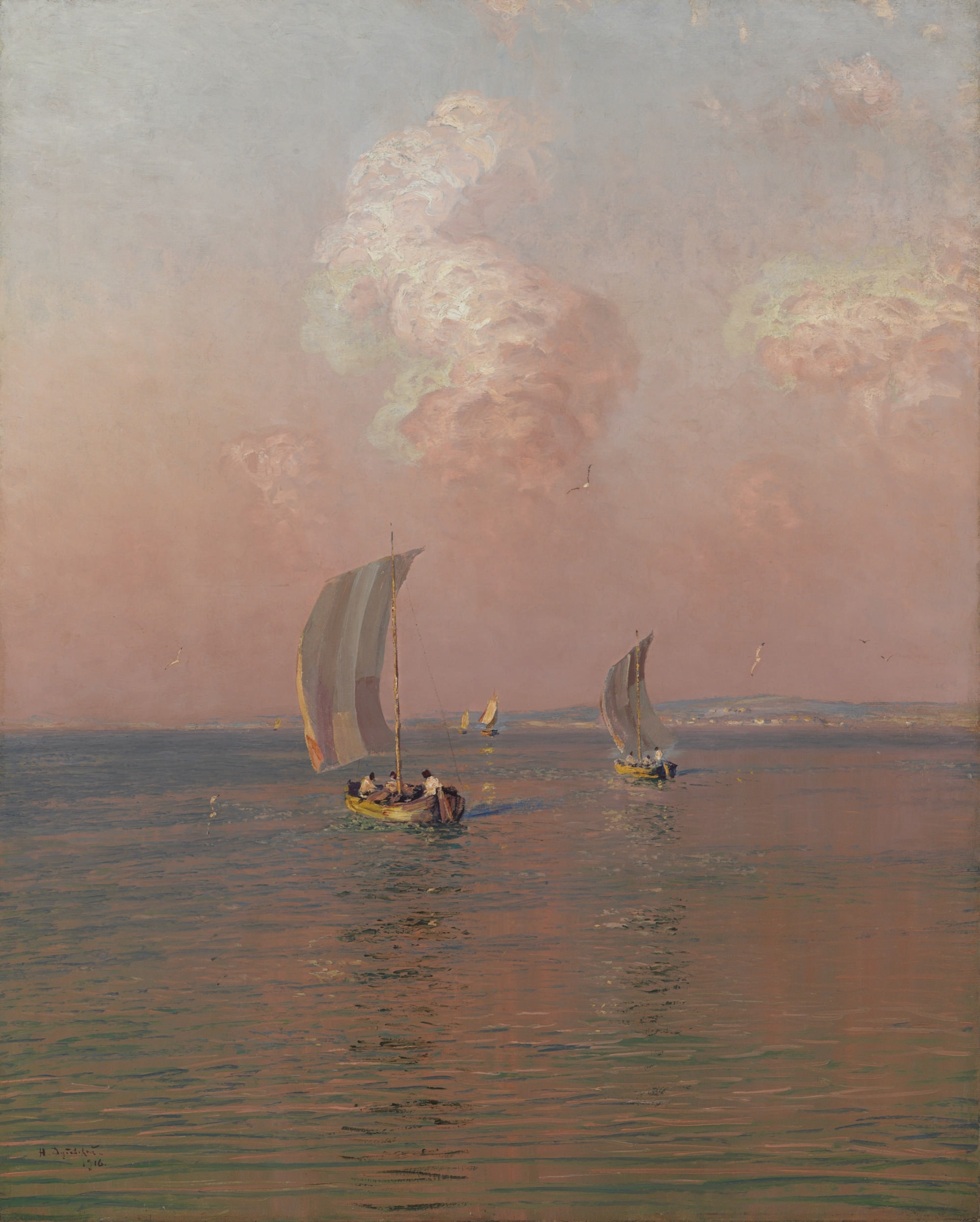
«Вечоріє», 1916

### Міські та сільські пейзажі

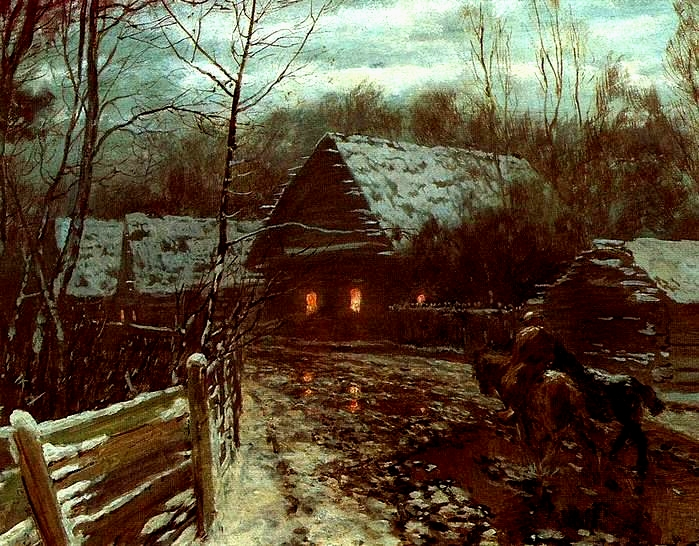
«Вечір у листопаді», 1900, Третьяковська галерея
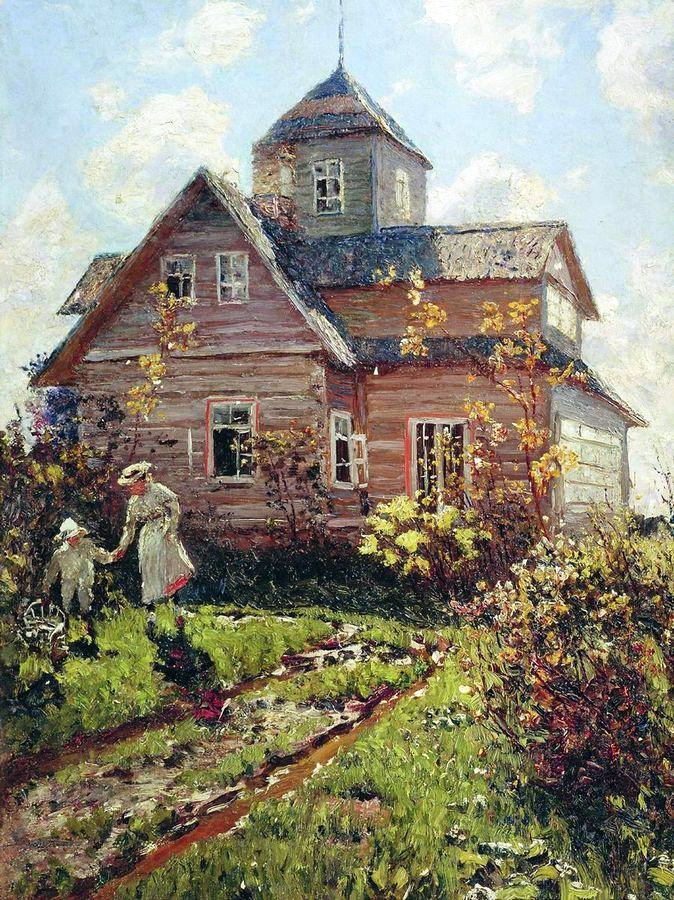
«Дача в Сілламягах», 1907, Національний художній музей Республіки Саха (Якутія)
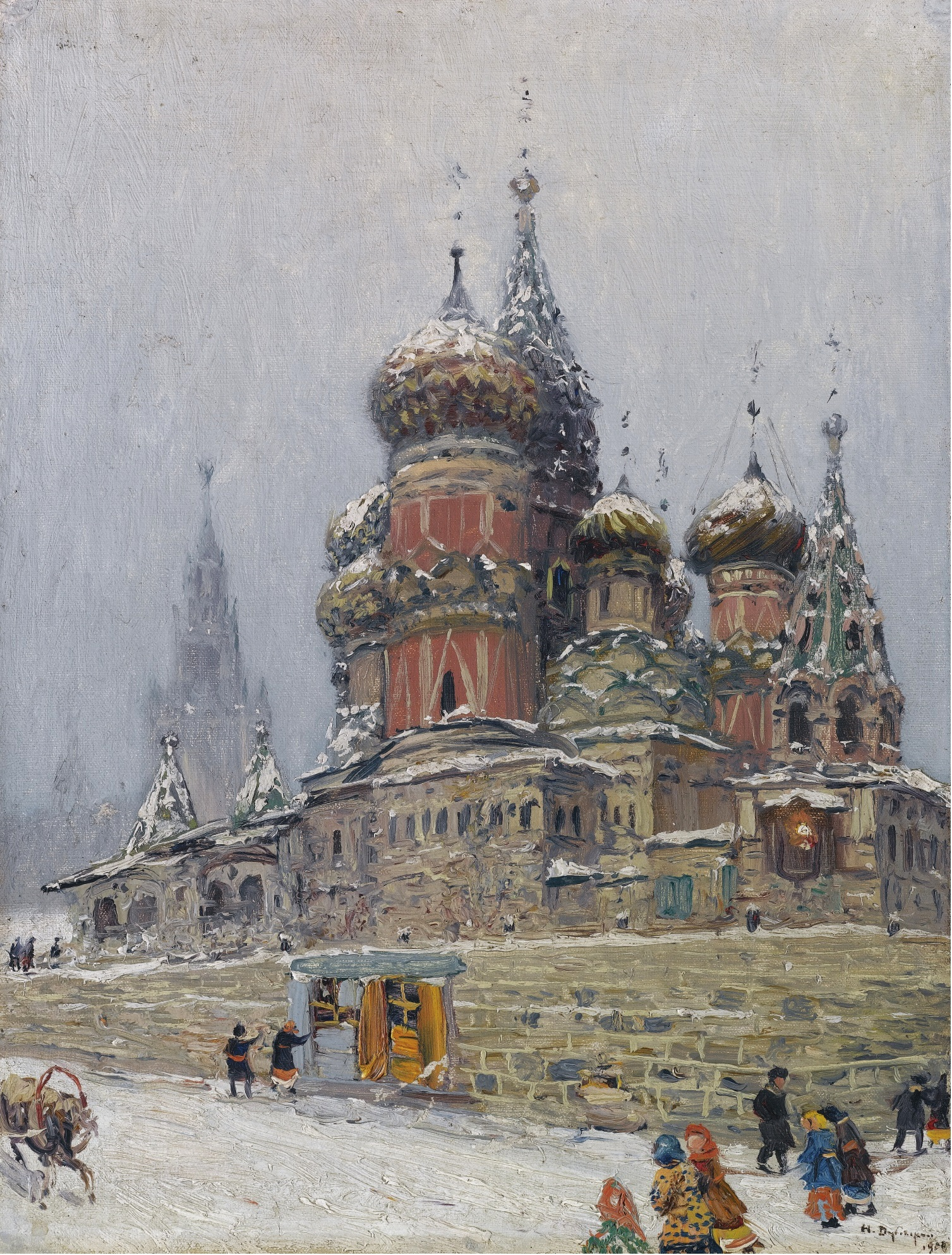
«Собор Василя Блаженного взимку», 1908
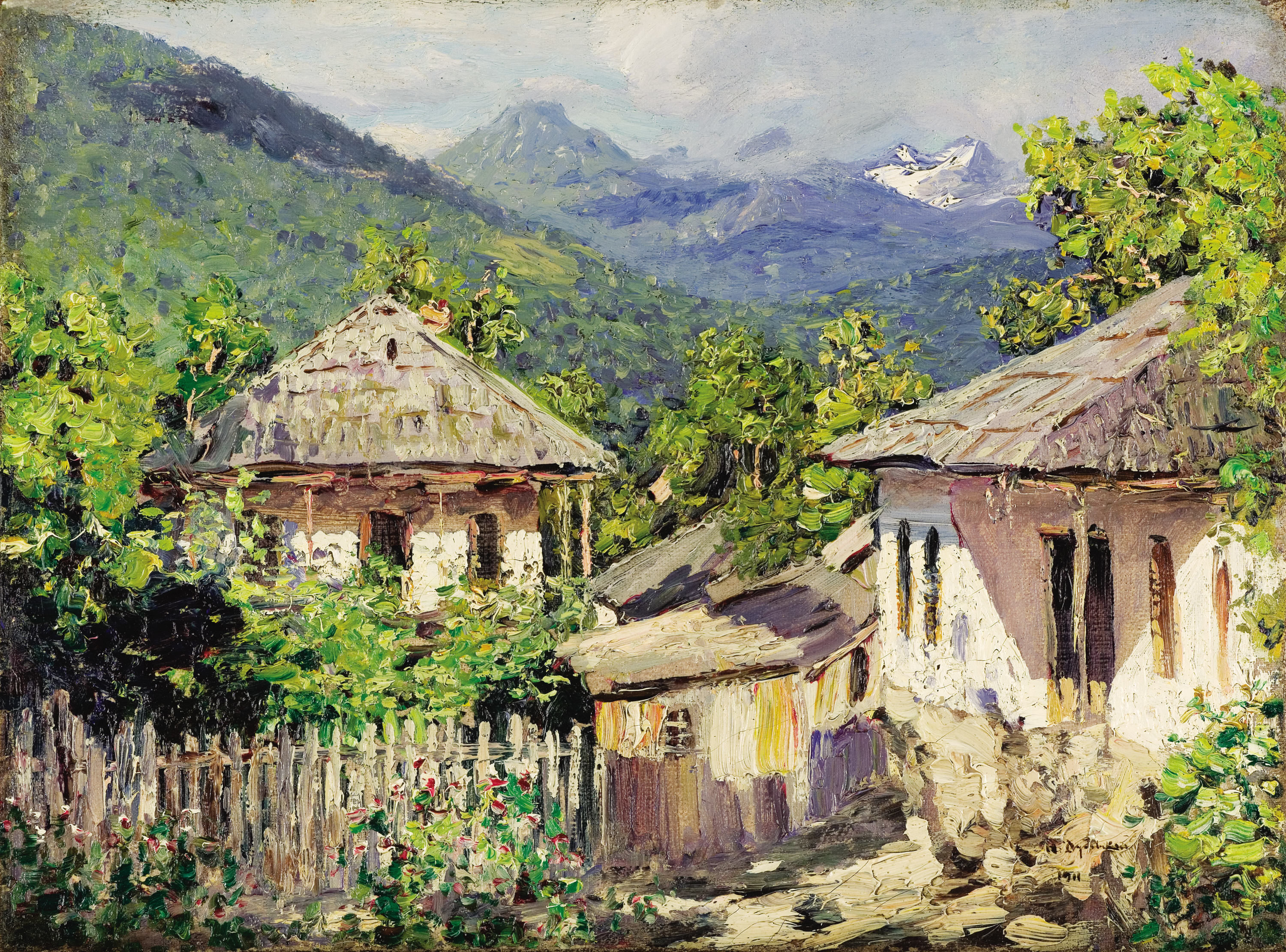
«Село в горах», 1911
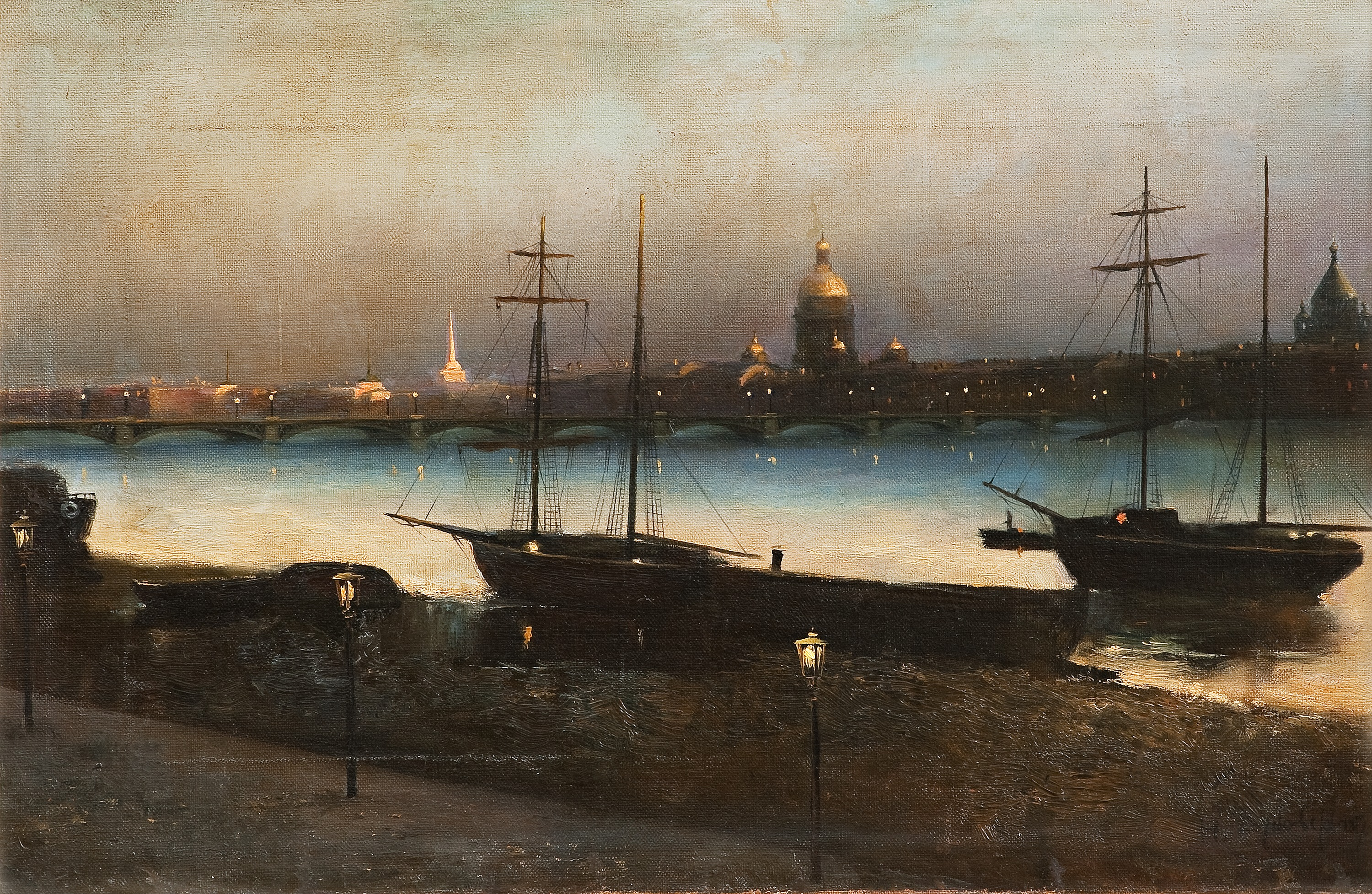
«Вид Петербурга вночі»

## Музеї, де зберігаються картини художника
- Третьяковська галерея (Москва),
- Державний Російський музей (Санкт-Петербург),
- Донецький обласний художній музей,
- Калузький музей образотворчих мистецтв
- Красноярський державний художній музей ім. В. І. Сурікова,
- Національний художній музей Республіки Саха (Якутія),
- Новочеркаський музей історії донського козацтва,
- Омський обласний музей образотворчих мистецтв імені М. О. Врубеля,
- Пльоський музей-заповідник,
- Рязанський державний обласний художній музей імені І. П. Пожалостина,
- Саратовський художній музей імені Радищева,
- Севастопольський художній музей імені Крошицького,
- Сочинський художній музей,
- Ярославський художній музей